# Lech-Cup
Der Lech-Cup (polnisch: Puchar Lecha) ist eines der prestigeträchtigsten Hallenfußballturniere für Kinder unter 12 Jahren in Europa. Das Turnier wird seit 2006 im polnischen Posen ausgetragen. Dort wurde es erstmals nur für polnische Vereine ausgetragen und seit 2007 internationalisiert. An der Fußballveranstaltung, die jungen Spielern erste internationale Erfahrungen auf europäischen Niveau bietet, nehmen bzw. nahmen Vereine aus allen Regionen Europas teil: u. a. die D-Jugend-Spieler europäischer Top-Clubs und die Heimmannschaft Lech Posen. Organisiert wird das Turnier vom in Posen ansässigen Fußballverein Lech Posen. Viele heutige Fußballprofis hatten als Jugendliche am Turnier teilgenommen.

## Die Sieger seit 2006
Rekordsieger mit vier Titeln ist Hertha BSC.
| Rok  | Sieger            | 2. Platz          | 3. Platz          |
| ---- | ----------------- | ----------------- | ----------------- |
| 2019 | RB Leipzig        | KRC Genk          | Lech Posen        |
| 2018 | Slavia Prag       | Hertha BSC        | Lech Posen        |
| 2017 | Lech Posen        | FC Chelsea        | Manchester City   |
| 2016 | FC Bayern München | RSC Anderlecht    | Manchester City   |
| 2015 | Hertha BSC        | Juventus Turin    | RSC Anderlecht    |
| 2014 | Hertha BSC        | Sporting Lissabon | FC Schalke 04     |
| 2013 | Hertha BSC        | FC Chelsea        | Lech Posen        |
| 2012 | Dinamo Zagreb     | Borussia Dortmund | FC Barcelona      |
| 2011 | FC Barcelona      | Sporting Lissabon | Dinamo Zagreb     |
| 2010 | Hertha BSC        | Sporting Lissabon | Hamburger SV      |
| 2009 | Hamburger SV      | Hertha BSC        | Tottenham Hotspur |
| 2008 | Slavia Prag       | FC Villarreal     | Hertha BSC        |
| 2007 | Slavia Prag       | Brøndby IF        | FC Everton        |
| 2006 | SKS Poznańska 13  | Warta Posen       | SALOS Szczecin    |